# Connie Haines
Connie Haines (* als Yvonne Marie Antoinette JaMais 20. Januar 1921 in Savannah (Georgia); † 22. September 2008 in Clearwater Beach, Florida) war eine US-amerikanische Sängerin, die als Big-Band-Sängerin bekannt wurde.

## Leben und Wirken
Haines wuchs in Jacksonville in Florida auf, trat schon als Kind mit vier Jahren auf, gewann einen Tanzwettbewerb, trat unter anderem in Rotary und Kiwani Clubs als Tänzerin und Sängerin auf und war mit neun Jahren regelmäßig im Radio als Baby Yvonne Marie, Little Princess of the Air. Dabei wurde sie von ihrer Mutter (die 110 Jahre alt wurde und ihre Tochter wenige Wochen überlebte), einer Tanz- und Musiklehrerin gefördert. Sie konnte in den Zeiten der Großen Depression bald ihre ganze Familie durch ihr Einkommen finanzieren und ließ sich auch durch eine lebensbedrohliche Erkrankung an rheumatischem Fieber nicht aufhalten, in dessen Folge sie nicht mehr tanzen konnte, sondern am Klavier sitzend singen musste. Sie gewann 1935 den Radio-Amateur-Wettbewerb der Fred-Allen-Show, wonach sie zwei Wochen im Roxy Theater in New York auftreten durfte. Sie gewann auch in Radio-Talentwettbewerb Major Bowes Original Amateur Hour (von Edward Bowes), wie auch Frank Sinatra am Anfang seiner Karriere, und sang in Miami in der Big Band von Charlie Barnet und in der von Howard Lally. Zurück in New York erhielt sie einen Kontrakt von MCA und wurde von Harry James 1939 als Sängerin engagiert, wozu sie ihren Namen änderte (der sich dann auf James reimte). Ab 1940 sang sie in der Big Band von Tommy Dorsey, in der sie im Duet mit Frank Sinatra sang. 1942 bis 1946 sang sie für die Abbott und Costello Radio-Show, aber auch in vielen anderen populären Radioshows der Zeit wie der von Kay Kyser, Hoagy Carmichael, Skitch Henderson, Frank Sinatra, Mickey Rooney, Bing Crosby, Helen Forrest, Jackie Gleason und Bob Hope.
Sie war in den 1940er Jahren und danach sehr populär und veröffentlichte über 200 Platten, von denen 25 sich über 50.000 mal verkauften. Zu ihren Hits zählten Will You Still Be Mine?, Let's Get Away from It All, Snootie Little Cutie, Oh, Look At Me Now (im Duett mit Sinatra), Friendship, Stormy Weather, My Man, Shoo Fly Pie and Apple Pan Dowdy, Let´s Choo Choo Choo to Idaho. Sie setzte ihre Karriere als Sängerin in Nightclubs und Cabarets bis 2006 fort und sang vor mehreren US-Präsidenten (Dwight D. Eisenhower, John F. Kennedy, Lyndon Johnson, Ronald Reagan, George H. W. Bush). 1995 sang sie im TV-Tribut für den 80. Geburtstag von Sinatra.
Sie trat auch in einer Reihe von Filmen auf, beginnend mit Unterhaltungsfilmen in der Zeit des Zweiten Weltkriegs. Meist sang sie auch in ihren Filmen, unter anderem in Duchess of Idaho mit Esther Williams von 1950. Sie hatte eine TV-Show mit Frankie Laine.
Sie war sehr religiös und sang in den 1950er Jahren mit Beryl Davis und den Schauspielerinnen Jane Russell und Rhonda Fleming in einem Gospel-Quartett. Sie war auch die erste weiße Sängerin, die für Motown Records aufnahm (Titel von Smokey Robinson).
Sie war zweimal verheiratet. Aus erster Ehe ab 1945 mit dem Ex-Air-Force-Piloten Robert De Haven hatte sie einen Sohn und eine Tochter. 1966 bis 1972 war sie mit dem Bandleader Del Courtney (1910–2006) verheiratet.

## Diskographische Hinweise
- Sings a Tribute to Helen Morgan (1957)
- Singin' and Swingin’ (Collector’s Choice, 2001)
- Nightingale From Savannah (Sepia Recordings, 2008)
- The Heart and Soul of Connie (Audiophile, 2008)